# Fedia Damianov
Fedia Damianov, född den 14 augusti 1950 i Vidin, Bulgarien, är en bulgarisk kanotist.
Han tog OS-brons i C-2 1000 meter i samband med de olympiska kanottävlingarna 1972 i München.